# Heinrich Notz
Heinrich Notz (* 6. Dezember 1888 in Kulmbach; † 30. August 1951 in Rheinhausen) war ein deutscher Ingenieur.

## Leben
Nach dem Besuch von Grundschulen in München und Köln absolvierte er das König-Wilhelm-Gymnasium in Magdeburg. Er war dann als Volontär in der Maschinenfabrik R. Wolf in Magdeburg-Buckau tätig und wurde von Rudolf Wolf als besonders geeignet für den Beruf des Ingenieurs betrachtet. Nachdem er mit Tischlerei,  Schmiede, Dreherei, Kesselschmiede, Montage und Rohrzieherei verschiedene Stationen durchlaufen hatte, nahm er 1908 eine Ausbildung an der Königlichen Maschinenbauschule Magdeburg auf, die er 1910 abschloss.
Notz wurde dann als Technischer Direktor und Oberingenieur in Wolfs Maschinenfabrik eingestellt. Erste wesentliche Aufgabe bis 1912 war die Vollendung eines Prüffeldes für Lokomobile, in welchem bis zu 9 Maschinen bis 800 PS und 23 Maschinen mit Leistungen von 10 bis 400 PS geprüft werden konnte. Die Lokomobile trieben elektrische Generatoren an, deren elektrische Energie in das Werksnetz eingespeist wurde.
Im Jahr 1920 wurde Notz Direktor des Wolfschen Werks in Aschersleben, dem ehemaligen Unternehmen Wilhelm Schmidt & Co., welches sich mit dem von Wilhelm Schmidt entwickelten maschinellen Einsatz von Heißdampf sowie der Herstellung großer Dieselmotoren und Zellenfiltern befasste. Unter Notz wurde die Produktionsstätte dann unter wirtschaftlichen Betrachtungen von Aschersleben nach Magdeburg-Salbke verlegt und damit die langjährige Tradition des Salbker Dieselmotorenbaus begründet. 
Notz, der Direktor des Salbker Werkes wurde, wurde als stellvertretendes technisches Mitglied in den Vorstand berufen. Sein jährliches Gehalt betrug 1928 30000 Reichsmark, hinzu kam ein 1 %-Anteil an der zu verteilenden Dividende. Darüber hinaus gehörte er auch dem Vorstand des Vereins Deutscher Ingenieure (VDI) an und war als Gutachter im Dampfkesselverein tätig. Er engagierte sich auch in Ausbildungsfragen, so war er an der Begründung einer neuen Lehrwerkstatt des Betriebs maßgeblich beteiligt. Außerdem gehörte von 1928 bis 1935 dem Verwaltungsgremium der Magdeburger Maschinenbauschule an. 
In der Zeit des Nationalsozialismus war er zweiter Vorsitzender des Gremiums. Er gehörte zwar nicht der NSDAP an, wurde jedoch während des Zweiten Weltkrieges Wehrwirtschaftsführer der Wehrmacht. In der Schlussphase des Zweiten Weltkrieges wurde er wegen defätistischer Äußerungen von der Gestapo verhaftet. Es erfolgte auch eine Verurteilung zu einer mehrjährigen Zuchthausstrafe, die er jedoch durch das Kriegsende und den Zusammenbruch der nationalsozialistischen Gewaltherrschaft nicht mehr verbüßen musste. Am 29. Dezember 1945 wurde er bei der inzwischen von der Sowjetischen Militäradministration in Deutschland beschlagnahmten Maschinenfabrik Buckau R. Wolf AG gemeinsam mit weiteren leitenden Angestellten entlassen.
Nach dem Krieg war er bis 1947 Landesbeauftragter der Landesregierung von Sachsen-Anhalt für die Herstellung von Anlagen zur Zementherstellung. Es wurde ihm dann wegen seiner Betätigung im 3. Reich politische Unzuverlässigkeit vorgeworfen, was zu seiner Entlassung führte.
Von 1949 bis 1951 war er Direktor des Werks in Grevenbroich.